# Phosphatosaurus
Phosphatosaurus is een geslacht van uitgestorven Crocodylomorpha uit de familie der Dyrosauridae (†). Het leefde in het Vroeg-Eoceen van het huidige Tunesië en Mali. Phosphatosaurus was een viseter die in de verte verwant was aan de meer bekende Sarcosuchus uit het Krijt.

## Vondst en naamgeving
Fossielen van Phosphatosaurus zijn gevonden in lagen uit het Vroeg-Eoceen van Noord-Afrika (Tunesië en Mali). Deze fossielen werden benoemd door Bergounioux in 1955. Er is slechts één zekere soort bekend: Phosphatosaurus gavialoides. Ook deze werd benoemd door Bergounioux in 1995. Ook is er nog een ander fossiel bekend, maar deze kan niet geïdentificeerd worden tot op het soortniveau. Deze soort zal waarschijnlijk benoemd worden tot Phosphatosaurus sp., maar als er meer materiaal wordt ontdekt kan het ook zijn dat het een specimen van Phosphatosaurus gavialoides betreft of een totaal nieuw geslacht.

## Uiterlijke kenmerken
Qua uiterlijk leek Phosphatosaurus op een gaviaal, maar had dikkere kaken. Deze waren bezet met puntige tanden die op dikke spijkers leken. Deze tanden waren groter en dikker dan die van de hedendaagse gaviaal. De tanden stonden iets naar achteren gericht, wat het moeilijk maakte voor een prooi om te ontsnappen. Anders dan bij moderne krokodilachtigen staken alleen de voorste tanden uit de bek. Als de bek gesloten was, waren de achterste tanden, die kleiner waren, niet zichtbaar. Op het einde van de lange snuit zat een kleine verdikking waar de neusgaten op zaten. Ook de ogen stonden hoog op de kop, direct achter de snuit. Zo hoefde Phosphatosaurus zijn kop niet helemaal uit het water op te tillen om te kunnen zien en ademen. Dit doet de moderne nijlkrokodil ook om prooien te bespieden zonder dat zij hem zien. Boven de ogen zaten twee kleine richels en een paar kleine osteodermen. De nek was vrij kort en meteen daarachter kwamen de poten. De rug was bedekt met kleine stekels en dikke osteodermen. De staart was van gemiddelde lengte, en was vrij plat zodat hij beter en sneller kon zwemmen. Zoals de ruggengraat laat zien zwom Phosphatosaurus met zijwaartse bewegingen van zijn staart. De staart was bedekt met grote driehoekige osteodermen en kleine stekels. De poten waren ongeveer even lang als die van huidige krokodilachtigen en ook bedekt met kleine, dunne osteodermen en dikke schubben. De poten werden meestal langs het lichaam gevouwen als Phosphatosaurus ging zwemmen. Op het land had Phosphatosaurus een houding waarin hij de poten niet onder het lijf hield zoals zoogdieren, maar ook niet totaal zijwaarts zoals hagedissen en varanen, maar hij hield ze een beetje zijwaarts en een beetje onder het lijf, iets ertussenin. De handen hadden vijf tenen en aan de voeten vier tenen. Het is mogelijk dat de handen en de voeten zwemvliezen hadden, maar dit is niet zeker omdat zachte delen zoals zwemvliezen niet fossiliseren. Verder waren bijna alle plaatsen van het lichaam bedekt met osteodermen, behalve de kaken. Zelfs de buik, de poten, de keel en ook de onderkant van zowel handen als voeten waren bedekt met osteodermen. Phosphatosaurus werd ongeveer negen meter lang en was daarmee de grootste van alle leden van de Dyrosauridae. Samen met Sarcosuchus was hij ook een van de grootste leden van de Neosuchia, de groep waar de moderne krokodilachtigen, de Eusuchia uit zijn ontstaan.

## Levenswijze
Phosphatosaurus leefde in zowel zoet als brak water, maar leefde het meest van zijn tijd in zout water, de zeeën en oceanen van die tijd, anders dan de meeste moderne krokodilachtigen. Phosphatosaurus zwom meestal rond in de kustwateren, wat echter niet wil zeggen dat het geen goede zwemmer was. De vroege dyrosauriërs zwommen zelfs van Noord-Amerika naar Zuid-Amerika en van daar naar Afrika, waar de meeste geslachten voorkwamen. Sommige geslachten zoals Guarinisuchus zwommen soms vrij ver op zee om vis te gaan vangen. Phosphatosaurus leefde echter van grotere prooien. Phosphatosaurus was hoogstwaarschijnlijk een solitair dier en volwassenen kwamen elkaar waarschijnlijk alleen per toeval tegen of als er veel prooi te krijgen was in een klein gebied. Een andere uitzondering was de paartijd, waarin Phosphatosaurus in grote groepen bijeen kwam om te paren. In de tijd dat de eieren gelegd zouden worden zwommen de vrouwtje waarschijnlijk de rivier op in de hoop een meer of grotere rivier met langzaam stromend water te vinden. Aan de oever zou ze dan haar eieren leggen. Het is mogelijk dat de moeder bij de eieren bleef of in de buurt van het nest bleef rondhangen om ze te beschermen tegen roofdieren. Als de eieren uitgekomen waren zou ze dan misschien nog een tijdje bij de jongen blijven, waarna ze de rivier of het meer weer zou verlaten om terug naar zee te gaan. Het is ook mogelijk dat ze de jongen geheel aan hun lot over liet. Als de jongen ongeveer een jaar oud waren en een lengte van ongeveer twee tot drie meter bereikt hadden en geleerd hadden hoe ze moesten jagen en voor zich zelf zorgen, zouden ook zij de rivieren en meren verlaten om hun leven in zee te beginnen. Er is ook de mogelijkheid dat de Phosphatosaurus zijn eieren op het strand legde en ze daarna begroef zoals zeeschildpadden vandaag de dag nog steeds doen. Verder is het ook nog mogelijk dat de jongen levend geboren werden en de moeder levendbarend was, zoals mariene reptielen wel vaker doen. Voorbeelden hiervan zijn ichthyosauriërs, mosasauriërs en mogelijk ook sommige geslachten plesiosauriërs en pliosauriërs. Behalve bij leden van de familie Metriorhynchidae, die mogelijk ook levendbarend waren, is het nog nooit eerder aangetroffen bij krokodilachtigen dat ze levendbarend waren. De kans dat leden van de Dyrosauridae als Phosphatosaurus en andere mariene krokodilachtigen ook levendbarend waren is daarom klein.

## Eetpatroon
Phosphatosaurus was duidelijk een carnivoor (vleeseter) of piscivoor (viseter). De puntige tanden waren wel dik zodat Phosphatosaurus een gevarieerd menu van vis en vlees kon eten. Hoewel hij meestal vis at, at Phosphatosaurus ook weleens zeeschildpadden, andere mariene krokodilachtigen en zelfs weleens een overvliegende vogel. Als hij in zoet of brak joeg at hij ook weleens dieren die aan de waterkant kwamen drinken. Tot de prooidieren van Phosphatosaurus die op het land leefden behoorden vermoedelijk primitieve hoefdieren en andere middelgrote planteneters en soms ook kleine roofdieren. Ook watervogels, amfibieën en zoogdieren die dicht bij of in het water leefden behoorden tot de prooien van volwassen Phosphatosaurus. De jongen van Phosphatosaurus joegen in de rivieren waarschijnlijk op kleinere dieren als hagedissen, schildpadden, kikkers, salamanders, vissen en soms misschien ook kleinere krokodilachtigen of hun jongen. Al deze dieren werden bij de kop gepakt en het water in gesleurd om vervolgens te verdrinken. Dit deed Phosphatosaurus door uit het water te springen met een paar krachtige slagen van zijn staart. De kaken van Phosphatosaurus waren dikker en sterker dan die van de meeste dieren met dezelfde vorm van kop zoals de hedendaagse gangesgaviaal. Zo kunnen de kaken van de gangesgaviaal gauw breken als hij een middelgrote tot grote prooi heeft die tegenstribbelt. Bij Phosphatosaurus waren de kaken dikker en robuuster, zodat hij wel de mogelijkheid had om middelgrote tot grote dieren van het land te trekken om ze in het water te verdrinken. Bij tegenstribbeling zouden de kaken van Phosphatosaurus niet meteen breken.

## Ecologie
Phosphatosaurus was de grootste carnivoor van zijn tijd en ook het toproofdier van zijn gebied. In hetzelfde gebied leefde tevens zijn kleinere verwanten Dyrosaurus en Sokotosuchus, waar Phosphatosaurus niets van te vrezen had. Deze werd slechts zo'n zes meter lang en vormde geen bedreiging, hoewel deze eveneens een carnivoor was. Phosphatosaurus leefde kort na het uitsterven van de dinosauriërs en de krokodilachtigen, en in het speciaal de leden van de familie der Dyrosaurodae, vervingen hen in de niches als grote carnivoren en toproofdieren. Hoewel de dyrosauriërs ook al bestonden voordat Phosphatosaurus zich ontwikkelde, waren ze daarvoor nog nooit zo groot geweest. Phosphatosaurus en Dyrosaurus vervingen de primitievere en kleinere leden van het Krijt en het Paleoceen als Hyposaurus, Guarinisuchus en Arambourgisuchus. Toen Phosphatosaurus in het Midden-Eoceen zelf ook uitstierf werd hij weer vervangen door kleinere leden van de familie der Dyrosauridae. Phosphatosaurus en zijn vervangers waren een van de laatste leden van de Dyrosauridae en de vervangers van Phosphatosaurus werden dus zelf ook snel vervangen door primitieve gaviaalachtigen als Eogavialis. Dit waren krokodilachtigen met ongeveer dezelfde levensstijl, hetzelfde eetpatroon en ook het ongeveer hetzelfde uiterlijk, hoewel vroege vormen als Eogavialis lang niet de grootte van Phosphatosaurus meer bereikten. Uit het Laat-Oligoceen zijn de oudste fossielen van Gavialosuchus bekend. Dit was een gaviaalachtige die met tien meter zelfs nog iets groter dan Phosphatosaurus werd.

## Fylogenie
Phosphatosaurus was een lid van de familie der Dyrosauridae, en van de onderfamilie der Phosphatosaurinae, waarvan hij de naamgever is. Hoewel de meeste leden van de familie der Dyrosauridae tot de onderfamilie der Dyrosaurinae behoren, behoort ook Sokotosuchus uit het Eoceen tot de onderfamilie der Phosphatosaurinae. Hoewel Sokotosuchus met zo'n drie meter vrij klein was voor een lid van de onderfamilie der Phosphatosaurinae (Phosphatosaurus was met negen meter drie keer zo groot), was Sokotosuchus van alle andere ontdekte leden van de familie der Dyrosauridae het nauws verwant aan Phosphatosaurus. Vroeger werd Hyposaurus uit het Krijt, vroeger ook bekend als Sokotosaurus, ook weleens tot de onderfamilie der Phosphatosaurinae gerekend, maar blijkt nu nauwer verwant te zijn aan Dyrosaurus uit het Eoceen en Rhabdognathus uit het Paleoceen. Alle drie behoren deze leden tot de onderfamilie der Dyrosaurinae. Volgens een cladogram van Buffetaut in 1978 stond Rhabdognathus erg dicht bij de leden van de onderfamilie der Phosphatosaurinae. Volgens een cladogram van Jouve stond Dyrosaurus het dichtst bij de leden van de onderfamilie der Phosphatosaurinae. Volgens een ander cladogram van Jouve et al., later in 2005, stond de onderfamilie der Phosphatosaurinae tussen geavanceerdere leden van de familie der Dyrosauridae als Dyrosaurus en meer basale leden van de familie der Dyrosauridae als Chenanisuchus, die tot geen van beide onderfamilies behoren, in. Een cladogram van Jouve et al. en Barbosa et al. uit 2008 laat hetzelfde zien. Een cladogram van Hastings et al. uit 2010 laat echter zien dat Cerrejonisuchus uit het Paleoceen het dichtst bij de leden van de onderfamilie der Phosphatosaurinae, die daar niet werd laten zien, en in het speciaal Phosphatosaurus, stond. Het is mogelijk dat het enige lid van de familie der Dyrosauridae dat nu bekend en als incerta cedis wordt laten zien, Tilemsisuchus uit het Eoceen, ook tot de onderfamilie der Phophatosaurinae gerekend moet worden. De positie van Phosphatosaurus, Sokotosuchus en alle andere mogelijke leden van de onderfamilie der Phosphatosaurinae is omstreden. Het is in ieder geval zeker dat als alleen Phosphatosaurus en Sokotosuchus tot de onderfamilie der Phosphatosaurinae behoren, het op Chenanisuchus en mogelijk ook Tilemsisuchus na de meest basale leden van de familie der Dyrosauridae waren.